# Franz Zimmermann (Schauspieler)
Franz Zimmermann (* 29. September 1906 in Köln; † 25. September 1979 in Düsseldorf) war ein deutscher Schauspieler, Dramaturg und Hörspielregisseur.

## Leben
In Köln geboren, besuchte er nach eigenen Angaben ein Gymnasium in München-Gladbach, das er ca. 1925/26 mit dem Abitur abschloss. Vermutlich in Köln begann er ein universitäres Studium der Literatur, Kunst(geschichte) und Theaterwissenschaft. Am 19. April 1928 bewarb er sich auf die freigewordene Stelle als Dramaturg am Schauspielhaus Düsseldorf unter Louise Dumont und Gustav Lindemann. Erst nach einem positiven graphologischen Gutachten entschlossen sich diese, Zimmermann im Alter von 22 Jahren mit der verantwortungsvollen Aufgabe eines Dramaturgen zu betrauen. Ein Dienstvertrag vom 15. Juni 1931 weist ihn zudem als Schauspielanfänger im Fach Charge aus. Als Dramaturg war Zimmermann in den Spielzeiten 1928/29 bis 1931/32 u. a. der verantwortliche Redakteur für die Programmzeitschrift des Schauspielhauses Masken. Zuletzt wirkte er dort auch als Direktionsstellvertreter. Nach dem Tod von Louise Dumont 1932 und mit der Umformung des Schauspielhauses Düsseldorf in Verbindung mit dem Schauspiel Köln zum Deutschen Theater am Rhein mit Beginn der Spielzeit 1932/33 schied Franz Zimmermann aus.
Franz Zimmermanns erste Filmrolle war die eines Flugschülers in dem Tonfilm Rivalen der Luft – Ein Segelfliegerfilm (1934). Im Folgenden spielte er in etwa 15 weiteren Spielfilmen mit, u. a. in Die lustigen Weiber (1936), Die Erbschleicher (1937), Polterabend (1940) und in dem Heinz-Rühmann-Film Quax, der Bruchpilot. Nach dem Zweiten Weltkrieg führte Franz Zimmermann in zwei Filmen Dialogregie: Verträumte Tage (1951) und Das zweite Leben (1954). Als Schauspieler sah man ihn nur noch ein einziges Mal: In Niklaus Schillings Autorenfilm Rheingold (1978) spielte er den Großvater. Zimmermann war langjähriger Mitarbeiter des WDR in Köln.
Seine Karriere als Regisseur beim Hörfunk begann nach dem Zweiten Weltkrieg zunächst in Berlin, wo er vorwiegend für den RIAS tätig war. In den frühen 1950er Jahren kam er zum NWDR nach Köln, dem Vorläufer des WDR. Zu seinen bekanntesten Hörspielarbeiten gehört der Achtteiler So weit die Füße tragen, den er 1956 inszenierte und in dem u. a. Wolfgang Wahl, Kurt Lieck und Walter Richter als Sprecher zu hören waren. Gelegentlich war er in den frühen Jahren auch selbst als Sprecher im Einsatz.

## Filmografie
Schauspieler:
- Rivalen der Luft – Ein Segelfliegerfilm, Regie: Frank Wisbar 1934
- Hundert Tage, Regie: Franz Wenzler 1935
- Anschlag auf Schweda, Regie: Karlheinz Martin 1935
- Der Student von Prag, Regie: Arthur Robison 1935
- Die lustigen Weiber, Regie: Carl Hoffmann 1936
- Soldaten – Kameraden, Regie: Toni Huppertz 1936
- Eskapade, Regie: Erich Waschneck 1936
- Meiseken, Regie: Hans Deppe 1937
- Mädchen für alles, Regie: Carl Boese 1937
- Meine Freundin Barbara , Regie: Fritz Kirchhoff 1937
- Fremdenheim Filoda, Regie: Hans Hinrich 1937
- Rosemarie will nicht mehr lügen (Kurzfilm), Regie: Arthur Maria Rabenalt 1939
- Der anonyme Brief (Kurzfilm), Regie: Rudolf van der Noss 1939
- Polterabend, Regie: Carl Boese 1940
- Quax, der Bruchpilot, Regie: Kurt Hoffmann 1941
- Tanz mit dem Kaiser, Regie: Georg Jacoby 1941
- Die Sache mit Styx, Regie: Karl Anton 1942
- Fronttheater, Regie: Arthur Maria Rabenalt 1942
- Diesel, Regie: Gerhard Lamprecht 1942
- Rheingold (Film), Regie: Niklaus Schilling 1978

Dialogregie:
- Verträumte Tage, Regie: Emil-Edwin Reinert 1951
- Das zweite Leben, Regie: Victor Vicas 1954

## Hörspiele
Regie:
- 1948: Eine himmlische Geschichte
- 1948: Das warst Du, Berlin (auch Sprecher)
- 1949: Sechs Mann nach Aue
- 1949: Die Glocken von Oradour
- 1949: Die letzte Zuflucht
- 1953: Blumenweg
- 1953: Das Alibi
- 1953: Das einsame Haus
- 1953: Ich kannte die Stimme
- 1953: Roter Mohn
- 1954: Herr Joner spielt mit uns
- 1954: Neues aus Schilda; Folge: Schwein muss man haben
- 1954: Neues aus Schilda; Folge: Durch Dick und Dünn
- 1954: Der merkwürdige Fall Adolf Beck
- 1955: Die heimliche Hose
- 1955: Rettet den Bäckerlehrling
- 1956: So weit die Füße tragen (nach Josef Martin Bauer) – Mehrteiler
- 1956: Der Stern über der Stadt
- 1956: Es war, als sängen die Engel
- 1961: Mutter Ey (nach Heinrich Böll)
- 1961: Es geschah in … Österreich (Folgentitel: Dr. Mautner operiert)
- 1973: Pastor Geesch
- 1975: Der Blitzableiter und der liebe Gott

Sprecher:
- 1945: Der Biberpelz – Regie: Hannes Küpper
- 1947: Schneider Wibbel – Regie: Hanns Korngiebel
- 1948: Während der Stromsperre – Regie: Hanns Farenburg
- 1952: Albert und Angelika (Paul) – Regie: Wilhelm Semmelroth
- 1952: Achtung, Selbstschuß! (E. Peterson) – Regie: Raoul Wolfgang Schnell
- 1952: Unsere Straße – Regie: Ulrich Erfurth
- 1953: Wem gehört der Peter?  (Kommissar) – Regie: Kurt Meister
- 1953: Der Hammer – Regie: Wilhelm Semmelroth